# Дрвеник Великі

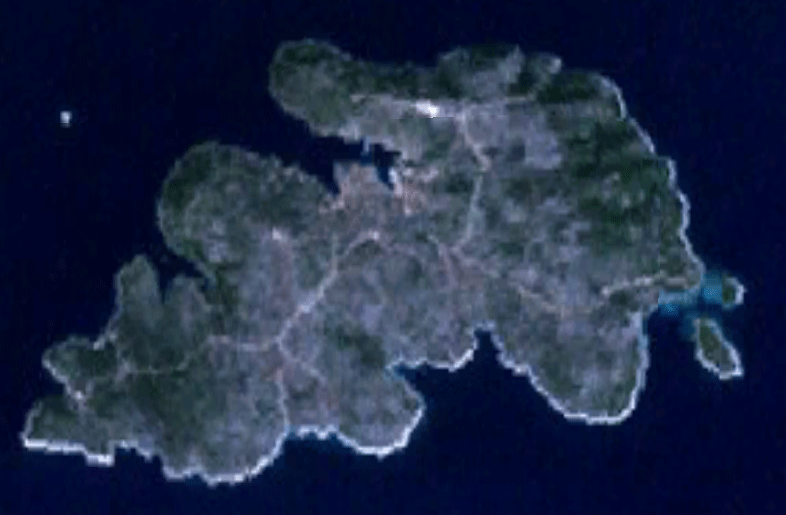
Вид о. Дрвеник Великі з космосу

Дрвеник-Великі, Дрвеник Великий (хорв. Drvenik Veliki, італ. Zirona Grande), також вживається назва Дрвеник-Велі — острів у Хорватії, в жупанії Спліт-Далмація. Розташований в центральній Далмації, приблизно за 1,8 км від материкового узбережжя.

## Географія
Дрвенік-Великі знаходиться на північний захід від острова Шолта, на північний захід від острова Чіово і на схід від острова Дрвеник Малі.
Площа острова — 12,07 км ², берегова лінія — 23 км. Найвища точка острова має висоту 178 метрів над рівнем моря.

## Населення
Населення налічує 168 чоловік за переписом 2001 року. Майже всі жителі проживають в селі Дрвенік-Великі, яка пов'язана з Сплітом поромним сполученням. Населення зайняте в сільському господарстві, рибальстві і туріндустрії.

## Галерея

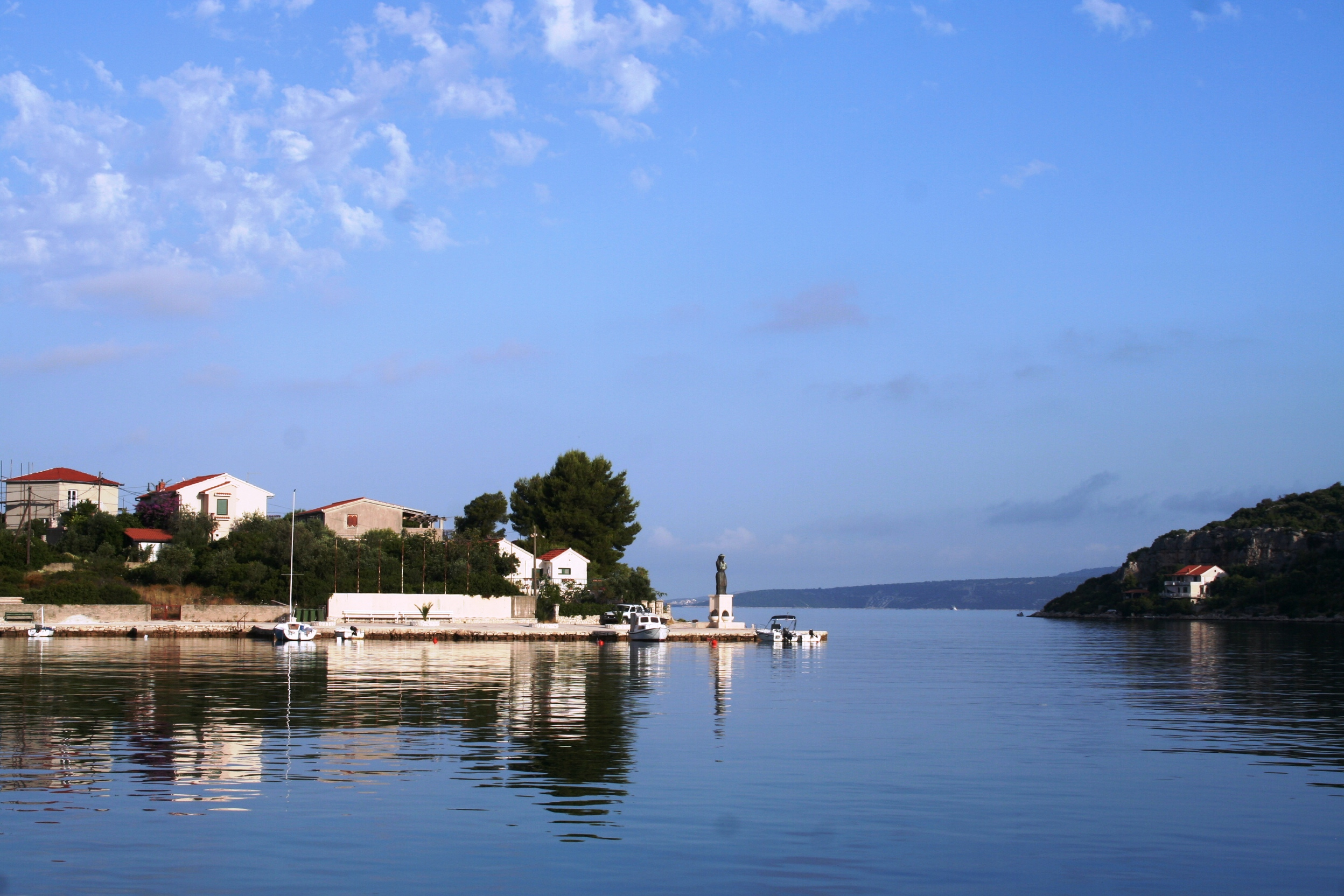
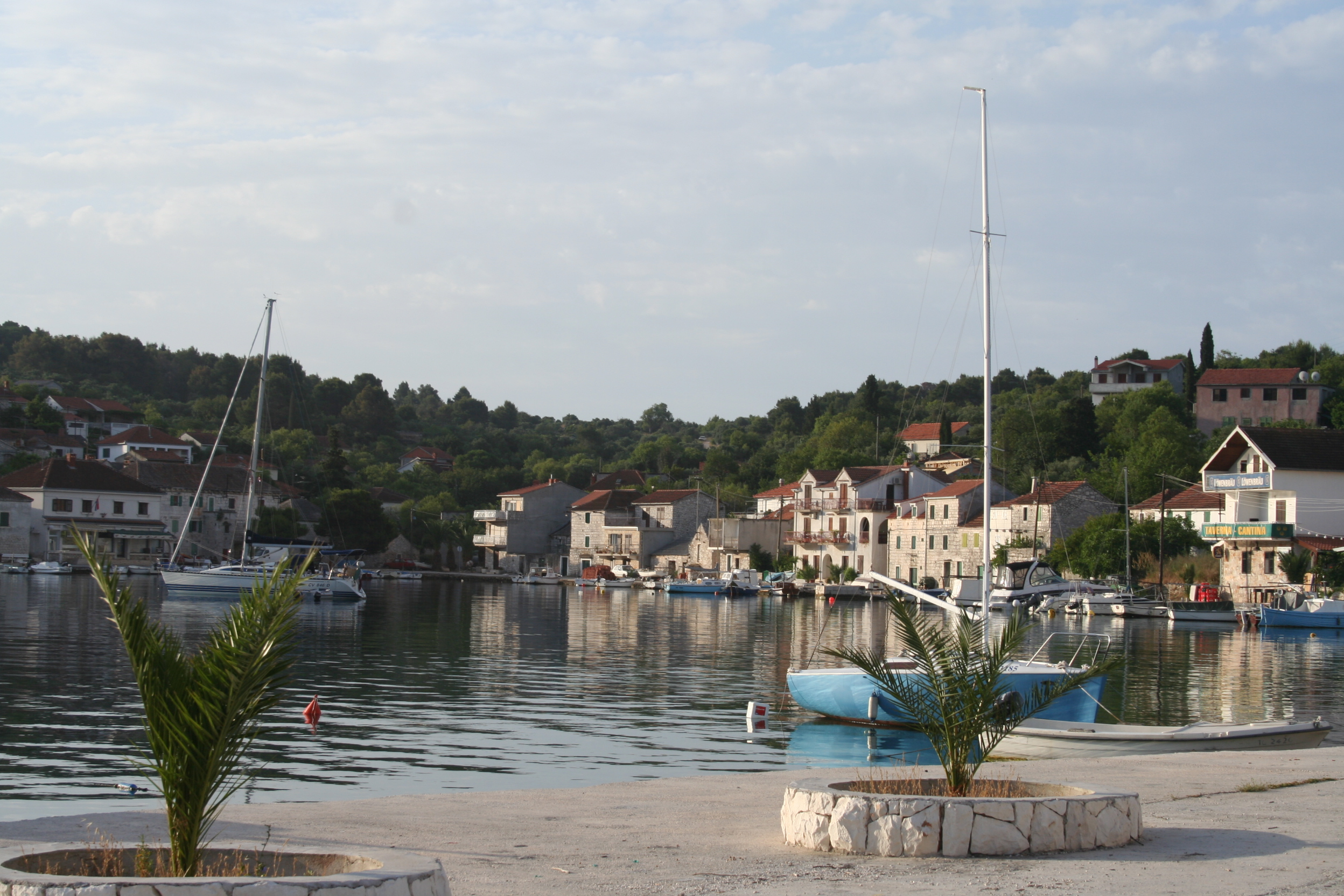
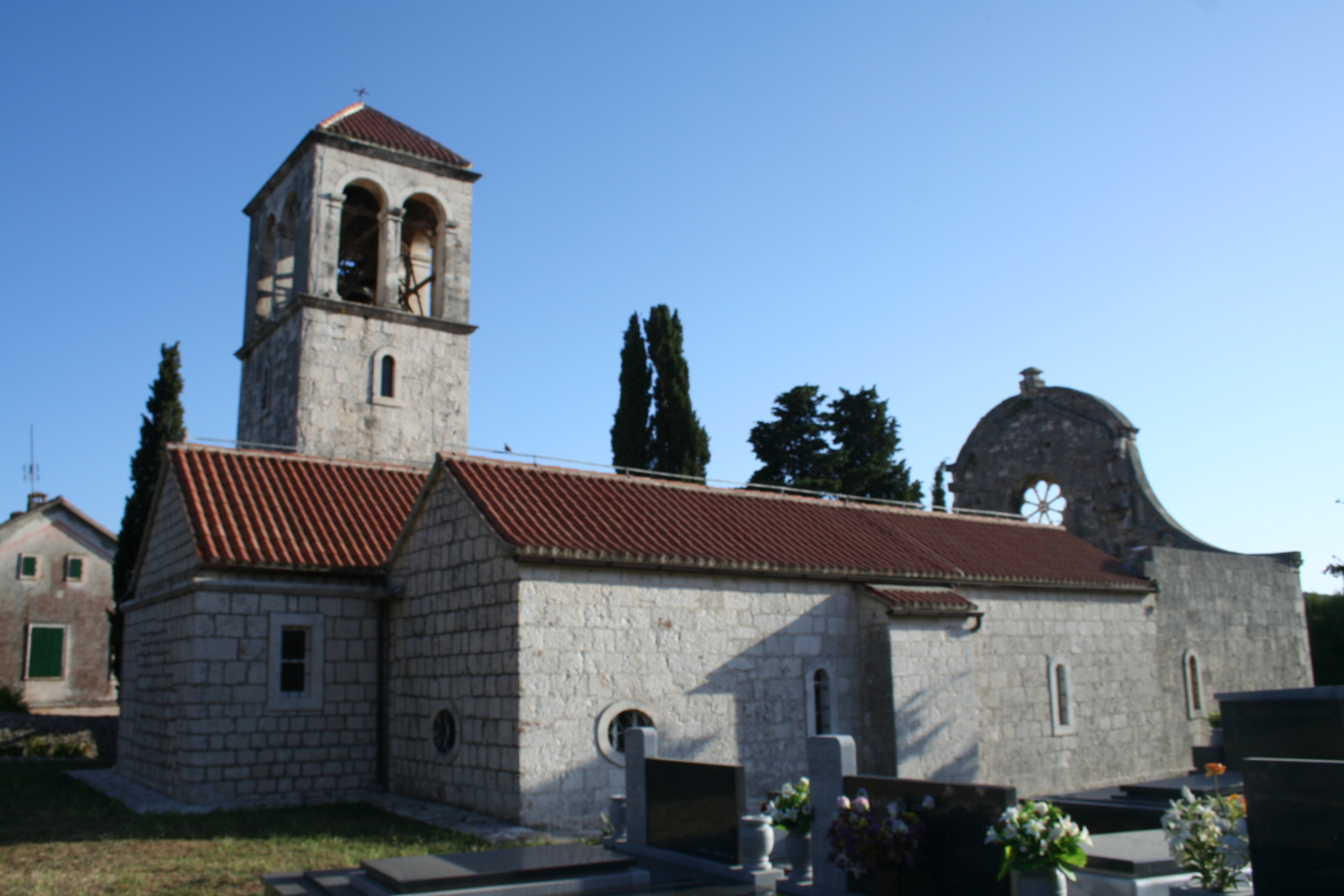
Церква Святого Юрая
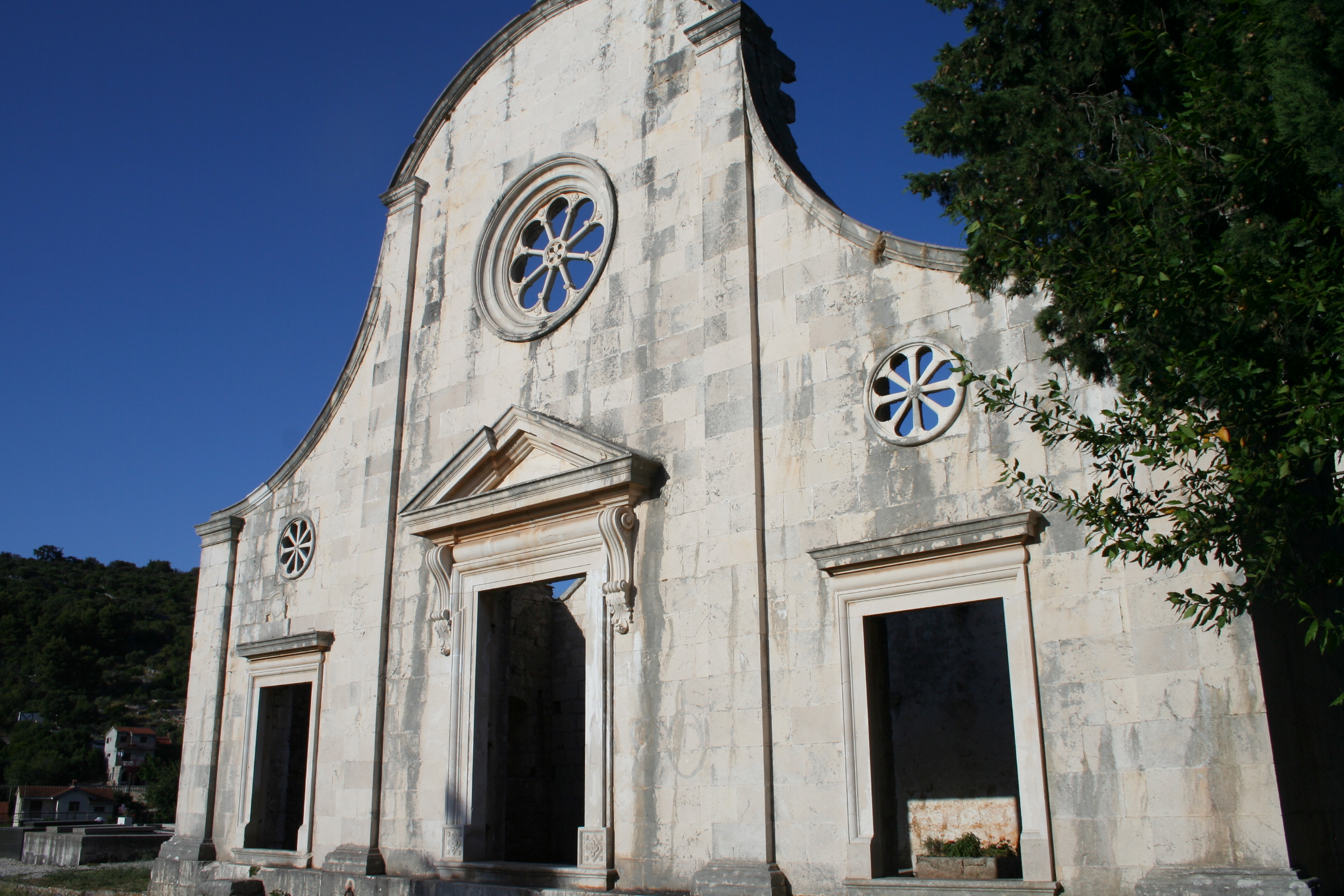
Фасад церкви
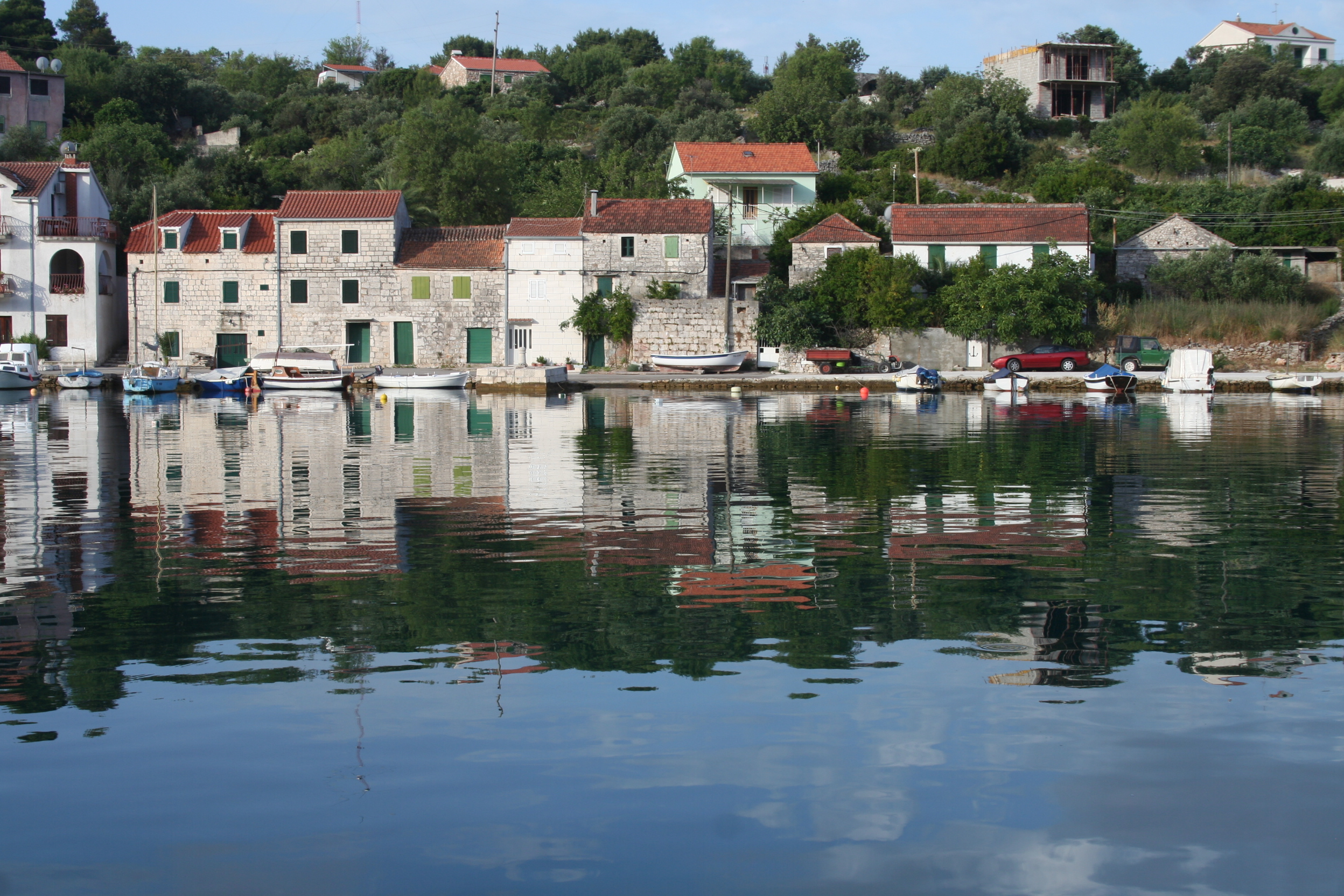
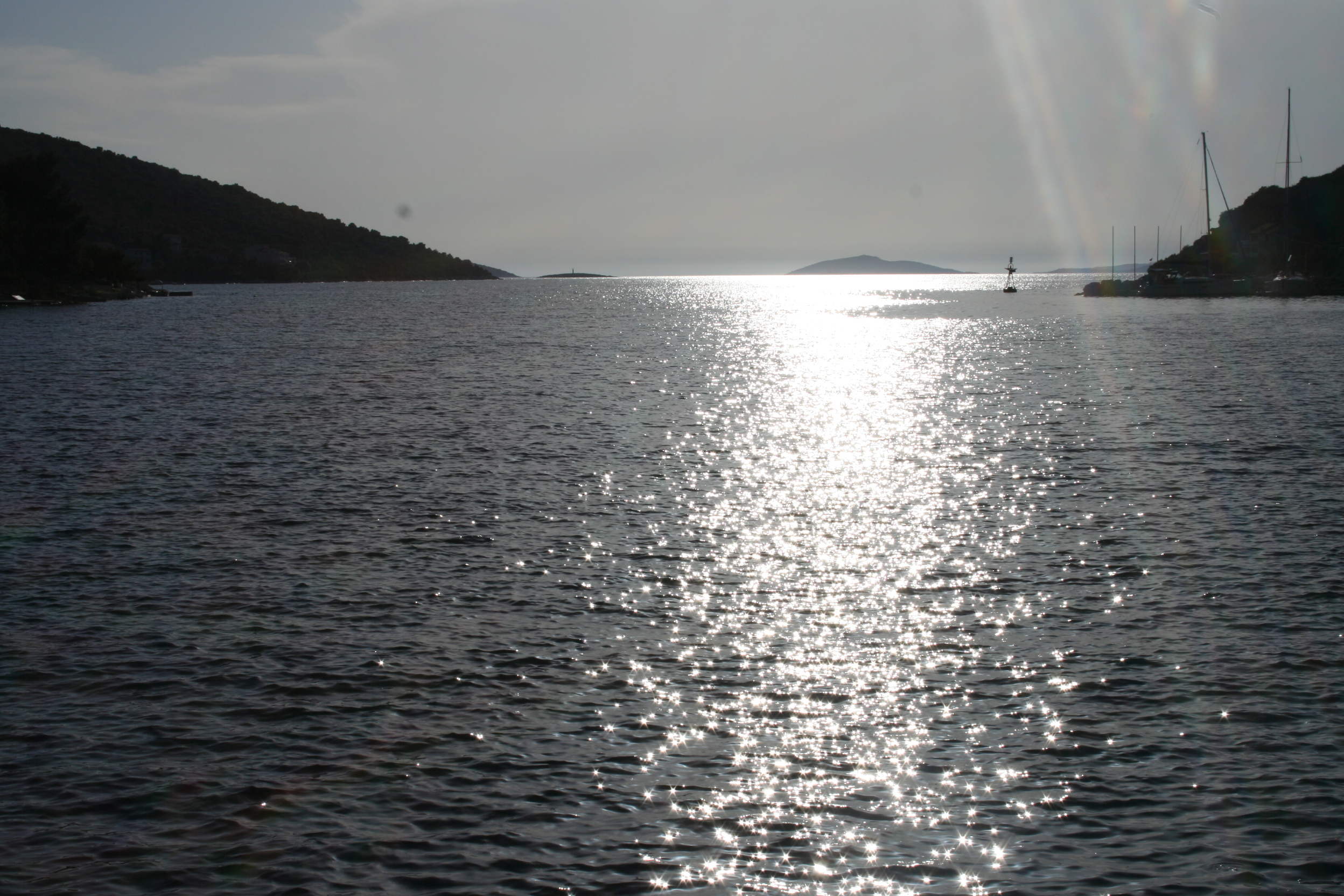